# Ральски, Алан
Алан Ральски (en. Alan Ralsky; родился в 1945) — осуждённый американский мошенник, известен благодаря своей спамерской деятельности.

## Спаминг
По мнению экспертов в этой области, Ральски является одним из самых плодовитых источников нежелательной почты по всему миру. В отличие от большинства спамеров, он давал интервью различным газетам, хотя и называл себя коммерческим электронным почтовым, а не спамером. Он утверждал, что занимается легальным бизнесом, который исполняет все законы, но был признан виновным в рассылке спама и других мошеннических действий в июне 2009.
По-видимому, Алан Ральски начал свою спам-карьеру в 1996 году, когда его лицензии на продажу страховок были отозваны в штатах Мичиган и Иллинойс.
Он получил большую часть своей известности после интервью в декабре 2002 года для The Detroit News. Статья вскоре была опубликована на Slashdot, а через некоторое время там же был опубликован и адрес нового дома Алана. Затем сотни читателей Slashdot отыскали в Интернете рекламные списки рассылок и бесплатные каталоги и подписали Алана Ральски на них. В результате, он был затоплен нежелательной почтой. В статье Detroit Free Press 6 декабря 2002 года, он заявил: «Они подписали меня на каждую рекламную кампанию и список рассылок какие только есть. Эти люди выжили из ума. Они преследуют меня».

## Проблемы с законом
- В 1992 году за продажу незарегистрированных ценных бумаг Ральски отсидел в тюрьме 50 дней.
- 7 августа 1995 года он признал себя виновным в мошенничестве в отношении федерального банка штата Огайо. Ральски получил 3 года условно за фальсификацию банковских записей.
- 14 марта 1999 года он признал себя виновным в недонесении о совершении тяжкого преступления в штате Мичиган.
- В начале октября 2005 года был выдан ордер на проведённый в сентябре ФБР обыск дома Алана Ральски. В ходе обыска ФБР изъяло компьютеры, финансовые отчеты, и даже статьи Detroit News, приведённые выше. Затем ФБР провело обыск в доме его зятя. Юридически бизнес Ральски не был закрыт, но после обыска он оказался не в состоянии функционировать.
- 3 января 2008 года по результатам трёхлетнего расследования Ральски и ещё десятерым лицам были предъявлены обвинения в мошенничестве по схеме «насосать и свалить».
- 9 января 2008 года Ральски был привлечён к суду по обвинению от 3 января 2008 года. Он молчал во время предъявления обвинения, поэтому заявление о непризнании себя виновным было в его пользу.
- 22 июня 2009 года Ральски признал себя виновным в мошенничестве, мошенничестве с использованием почты, по обвинению в отмывании денег и нарушении Закона о CAN-SPAM. В обмен на пересмотр приговора он согласился помочь в преследовании других спамеров.
- 23 ноября 2009 года Алан Ральски был приговорён окружным судьей США Марианной О. Баттани к лишению свободы сроком на 4 года и 3 месяца и к штрафу в размере 250 тысяч долларов США.
- Заключённому Алану Ральски был присвоен номер 19509-039 в Федеральном исправительном учреждении Моргантауна.
- Он вышел на свободу 14 сентября 2012 года.

1. ↑  July 22, 2021 (vol. , iss. 1) - Image 52 (англ.)